# Baie de Trinquemalay
La baie de Trinquemalay, ou baie Koddiyar, est une grande baie à Trinquemalay, à l'est du Sri Lanka.